# Ozyptila maculosa
Ozyptila maculosa là một loài nhện trong họ Thomisidae.
Loài này thuộc chi Ozyptila. Ozyptila maculosa được miêu tả năm 1948 bởi Hull.